# Jaume Pujol Balcells
Jaume Pujol Balcells (Guisona, Lérida, 8 de febrero de 1944), es un obispo español de la Iglesia Católica, perteneciente al Opus Dei. Arzobispo de Tarragona (2004-2019). Desde el 4 de mayo de mayo de 2019 fue administrador apostólico de la Archidiócesis de Tarragona, hasta la toma de posesión del 8 de junio de 2019 por Joan Planellas Barnosell como nuevo arzobispo de Tarragona.

## Biografía
Tras cursar los estudios primarios en Guisona, estudió en Pamplona, Barcelona y Roma. Realizó el doctorado de Ciencias de la Educación en Roma. Es doctor en Teología por la Universidad de Navarra. 

### Presbiteriado
El cardenal Vicente Enrique y Tarancón lo ordenó sacerdote en Madrid el 5 de agosto de 1973, quedando adscrito en la Prelatura de la Santa Cruz y Opus Dei, de la que es miembro desde 1961. 
Ejerció como profesor de Pedagogía Religiosa en la Facultad de Teología de la Universidad de Navarra. En la misma universidad también dirigió el Departamento de Pastoral y Catequesis desde 1976 y el Instituto Superior de Ciencias Religiosas desde 1997. Entre las tareas de investigación destacan la publicación de 23 libros y 60 artículos en revistas científicas, desarrollando temas de didáctica y catequesis. Desde 1992, compaginó las tareas universitarias con el asesoramiento a la Conferencia Episcopal Española en temas de enseñanza y catequesis, y desarrolló una gran labor pastoral con universitarios y profesionales.

### Episcopado
El día 15 de junio de 2004, el papa Juan Pablo II lo nombró Arzobispo Metropolitano de Tarragona. La ceremonia de consagración episcopal tuvo lugar en la catedral de Tarragona el día 19 de septiembre del mismo año por el nuncio apostólico monseñor Manuel Monteiro de Castro. El día 29 de junio de 2005 recibió el palio de metropolitano de manos del papa Benedicto XVI. Su nombramiento estuvo rodeado de cierta polémica porque algunos sectores consideraron que el proceso se había hecho desde Roma y que el nuevo arzobispo era un sacerdote del Opus Dei con poca experiencia pastoral en la zona.
El 7 de febrero de 2019 presentó su renuncia al cargo por cumplir los 75 años, siguiendo el procedimiento establecido por el Código de Derecho Canónico para la jubilación episcopal. El 4 de mayo de 2019 el papa Francisco nombró a Joan Planellas i Barnosell como sucesor en la sede tarraconense, pasando monseñor Pujol a la condición de administrador apostólico de la misma sede hasta la ordenación episcopal y toma de posesión de monseñor Planellas. Después pasó a ser arzobispo emérito de Tarragona.

## Biografías
- Pujol Balcells, Jaume, Recuerdos y esperanzas, Barcelona, Claret, 2011, 1ª, 183 pp.